# Роґениці-Пясечні
Роґениці-Пясечні (пол. Rogienice Piaseczne) — село в Польщі, у гміні Малий Плоцьк Кольненського повіту Підляського воєводства.
Населення — 88 осіб (2011).
У 1975-1998 роках село належало до Ломжинського воєводства.

## Демографія
Демографічна структура станом на 31 березня 2011 року:
|          | Загалом | Допрацездатний вік | Працездатний вік | Постпрацездатний вік |
| -------- | ------- | ------------------ | ---------------- | -------------------- |
| Чоловіки | 43      | 10                 | 31               | 2                    |
| Жінки    | 45      | 8                  | 24               | 13                   |
| Разом    | 88      | 18                 | 55               | 15                   |